# Ramez Tebet

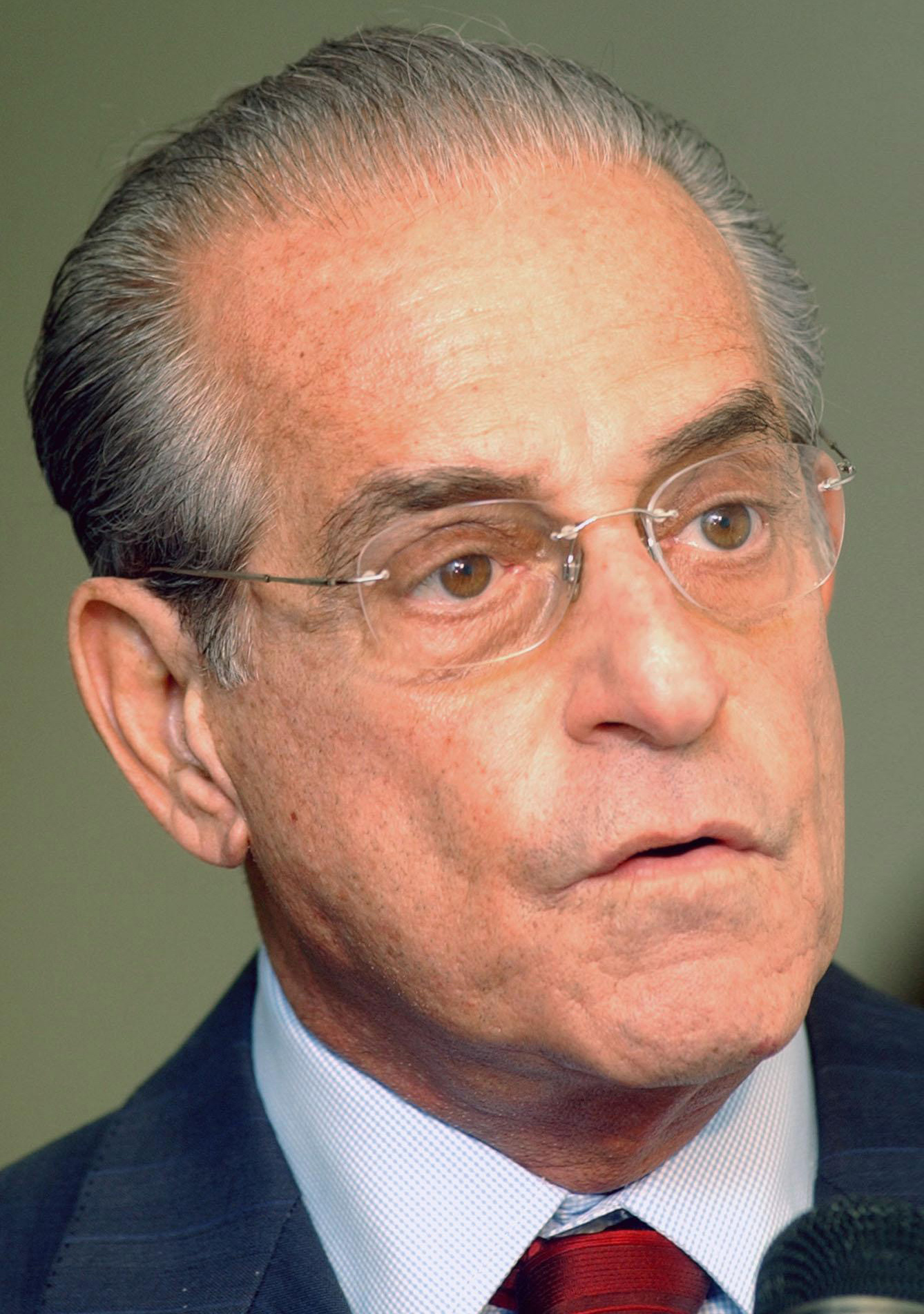
Senator Ramez Tebet

Ramez Tebet (* 7. November 1936 in Três Lagoas; † 17. November 2006 in Campo Grande) war ein brasilianischer Rechtsanwalt, Politiker, Gouverneur von Mato Grosso do Sul, Minister sowie Präsident des Bundessenats (Senado Federal).

## Biografie
Der Sohn libanesischer Einwanderer absolvierte ein Studium der Rechtswissenschaften an der Staatsuniversität von Rio de Janeiro (Universidade do Estado do Rio de Janeiro), das er 1959 mit einem Diplom abschloss. Von 1961 bis 1964 war er zunächst Staatsanwalt in seiner Geburtsstadt Três Lagoas, ehe er anschließend als Rechtsanwalt tätig war.
Seine politische Laufbahn begann er am 2. Mai 1975 mit der Ernennung zum Präfekten von Três Lagoas. Als solcher setzte er sich insbesondere für den Bau von Infrastruktureinrichtungen sowie Gymnasien ein. Im Anschluss an diese Tätigkeit wurde er am 5. August 1978 Staatssekretär für Justiz des Bundesstaats Mato Grosso do Sul. Bereits im darauf folgenden Jahr wurde er Mitglied der Legislativversammlung (Assembleia Legislativa de Mato Grosso do Sul) und war in dieser Position maßgeblich an der Schaffung der ersten Verfassung des Bundesstaats beteiligt. Am 15. März 1983 erfolgte dann seine Wahl zum Vizegouverneur des Bundesstaates, die zu einer der ersten Wahlen während der Militärdiktatur gehörte. Am 14. März 1986 wurde er schließlich selbst amtierender Gouverneur von Mato Grosso do Sul, nachdem der bisherige Amtsinhaber Wilson Barbosa Martins zurückgetreten war, um für den Senat zu kandidieren. Nach Ablauf von Barosa Martins regulärer vierjähriger Amtszeit übergab Tebet das Amt des Gouverneurs am 15. März 1987 an Marcelo Miranda Soares. Tebet selbst übernahm bis 1989 das Amt des Superintendenten der Region Mittelwesten (Região Centro-Oeste), die sich aus dem Hauptstadtbezirk (Distrito Federal do Brasil) sowie den drei Bundesstaaten Goiás, Mato Grosso und Mato Grosso do Sul zusammensetzt.
1994 wurde Tebet, Mitglied des Partido do Movimento Democrático Brasileiro (PMDB), als Vertreter seines Heimatsstaats zum ersten Mal zum Mitglied des Bundessenats gewählt. Während dieser Zeit war er Vorsitzender des Untersuchungsausschusses sowie des Rates für Ethik und Ehre. In diese Zeit fielen die Untersuchungen wegen Machtmissbrauchs und Korruption bei Projekten der Superintendentur für Entwicklung des Amazonas (SUDAM), die zu Ermittlungen gegen Senator Luís Estêvão sowie zum Rücktritt beziehungsweise Absetzung von Senatspräsident Antônio Carlos Magalhães und der Senatoren Jader Barbalho und José Roberto Arruda führten.
Im Juni 2001 wurde er von Präsident Fernando Henrique Cardoso zum Minister für Nationale Integration in dessen Regierung berufen. Allerdings hatte er dieses Amt nur drei Monate inne, da er im September 2001 als Nachfolger von Edison Lobão zum Präsidenten des Bundessenats gewählt wurde. Als solcher befand er sich bis zum 1. Februar 2003 im Amt und wurde dann von dem früheren Staatspräsidenten José Sarney abgelöst.
Ende 2002 wurde er mit der höchsten Stimmenzahl eines Politikers aus Mato Grosso do Sul erneut zum Senator gewählt. Während seiner zweiten Wahlzeit war er Mitglied der Senatsausschüsse für Verfassung und Justiz sowie für Wirtschaftsangelegenheiten und als solches in den folgenden Jahren maßgeblich an der Reform des Gerichtswesens beteiligt sowie darüber hinaus Verfasser des neuen Bankrottgesetzes (Lei de Falências).
Am 17. November 2006 verstarb er nach langjähriger Krebserkrankung.
Seine Tochter ist die Politikerin Simone Tebet.